# Hruševje
Hruševje – wieś w Słowenii, w gminie Postojna. W 2018 roku liczyła 266 mieszkańców.